# Azur Lane
Azur Lane (кит. упр. 碧蓝航线, пиньинь Bìlán hángxiàn, палл. Билань Хансянь) — сайд-скроллерная игра жанра shoot ’em up для мобильных устройств на платформах Android и iOS, разработанная компаниями Shanghai Manjuu и Xiamen Yongshi и выпущенная издательством bilibili в 2017 году на территории КНР и распространяемая по модели free-to-play. Позже игра получила японскую и английскую локализации. Сюжет игры разворачивается в параллельной реальности времён Второй мировой войны, в которой на Землю произошло вторжение инопланетян.
На основе оригинальной игры было выпущено несколько серий манги и ранобэ. 29 августа 2019 года в Японии издательством Compile Heart была выпущена адаптация игры под названием Azur Lane Crosswave с трёхмерной графикой для платформы PlayStation 4. В сентябре 2018 года состоялось объявление о предстоящем выпуске аниме-адаптации работы, которая была доверена студии Bibury Animation Studio. Режиссёром картины был назначен Тэнсё, ранее известный своими адаптациями визуальных романов Rewrite и The Fruit of Grisaia, в должности сценариста был утверждён Дзин Хаганэя. Премьера сериала на различных телеканалах Японии состоялась 3 октября 2019 года. В декабре 2019 года было объявлено о том, что выпуск двух финальных серий аниме отложен до марта 2020 года «для улучшения качества мультипликации».

## Игровой процесс
Игра Azur Lane представляет собой сайд-скроллер жанра shoot ’em up, в котором игрок берёт на себя управление флотом, составленным из не более чем шести кораблей. Корабли в игре подразделяются на несколько классов: эскадренные миноносцы, лёгкие, тяжёлые и линейные крейсеры, линейные корабли, авианосцы и субмарины. Перед началом сражения игроку предлагается сформировать из имеющихся у него в коллекции судов флотилию, состоящую из не более трёх кораблей авангарда (куда входят эсминцы, лёгкие и тяжёлые крейсеры) и трёх основного флота (линейные корабли и крейсеры, авианосцы), причём в каждой из линий должно быть не менее одного судна. Перейдя в режим боя, игрок управляет флотом с помощью джойстика с целью уничтожить все корабли противника. В ходе прохождения игроком основной кампании ему открывается возможность использования автоматического боя. Корабли авангарда входят в прямое взаимодействие с противником, атакуя его с использованием своего главного калибра и торпед, в то время как корабли основного флота готовят авиационные или артиллерийские удары, а также могут атаковать противника используя вспомогательное вооруженние, если враги попадут в радиус его действия. Частота использования вооружения каждого корабля ограничена временем его перезарядки. В качестве вспомогательной силы в бою могут быть использованы подводные лодки игрока, составляющие отдельный флот.
Все представленные в игре корабли изображают реально существовавшие суда времён Второй мировой войны и выполнены в виде моэ-антропоморфных девушек, демонстрируемых во время сражений в тиби-стилистике. В Azur Lane представлены различные игровые нации кораблей, разделённые на две фракции: «Лазурный путь» (англ. Azur Lane) и «Красная ось» (англ. Crimson Axis), по аналогии со странами антигитлеровской коалиции и «оси», соответственно. Первоначально коллекция кораблей игрока представлена из двух судов: авианосца USS Long Island и предоставляемого на выбор одного эсминца (USS Laffey, HMS Javelin, Z23 (для китайской и международной версии игры) и «Аянами» (для корейской и японской версии)). В дальнейшем игрок может расширить свою коллекцию кораблей за счёт прохождения отдельных кампаний игры или постройки случайного корабля за внутриигровую валюту. Все корабли в игре разделены по степеням редкости, определяющим шанс выпадения игроку.
Корабли могут быть оснащены дополнительным вооружением, влияющем на их боевые свойства. По итогам боя каждому из кораблей в зависимости от вклада присваивается определённое количество очков опыта, приводящее к увеличению уровня судна и вызывающее увеличение его базовых характеристик. Максимальный уровень корабля ограничен 125 уровнем. Каждый корабль обладает набором уникальных навыков, которые могут быть активированы в ходе боя и изучены с помощью специальных книг.

## Критика

### Игра
Обозреватель Шон Масгрейв из Touch Arcade выставил Azur Lane оценку в 4 балла из 5, отметив полное следование идеи японской мобильной игры Kantai Collection в плане превращения боевых кораблей в милых девушек. По мнению критика, ключевым фактором для достижения побед в битвах является базовая сила выбранного флота, а не наличие каких-либо умений. Тем не менее Масгрейв посчитал игровой процесс привлекательным и при этом достаточно нетребовательным, что в совокупности дало ему возможность «выделиться из толпы» подобных игр и обрести популярность в отдельных регионах мира.

### Аниме-адаптация
Первые серии аниме-сериала получили негативную оценку от обозревателей интернет-портала Anime News Network. Реббека Сильверман отмечала спорный дизайн японских и американских девушек-кораблей, изобилующий фансервисом, а также осталась недовольна использованием слишком большого количества персонажей, часть из которых так и осталась даже не названной. Джеймс Беккет в своей рецензии указал, что изначально скептически относился к данному сериалу, поскольку «число приличных адаптаций мобильных игр можно пересчитать на пальцах одной руки», и Azur Lane не стал исключением в этом ряду, поскольку был понятен только для аудитории, уже познакомившейся с оригинальной игрой. Сцены сражений, по мнению Беккета, попали «в зависимость от симпатичных CGI», которые, однако, не принесли им никакой пользы, но смогли в достаточной степени развлечь зрителя. Терон Мартин отметил концептуальную схожесть данного сериала с аниме-адаптацией Kantai Collection, однако в роли «хороших парней» на сей раз представлен флот союзников по антигитлеровской коалиции, что делает его более приемлемым для западной аудитории. В качестве положительного аспекта Мартин выделил использование точных исторических аналогий для кораблей с временами Второй мировой войны, приведя в пример сюжетную роль USS Enterprise как сильнейшего корабля. Ник Кример указывал на изначальную трудность включения персонажей игры в рамки какого-то осмысленного сюжета, из-за чего многие героини выглядели как представители упрощённых аниме-архетипов и имели абсурдные мотивы к действиям, что делало затруднительным какое-либо сопереживание им. По общему мнению критиков, сражения сериала были названы «глупыми», в особенности рецензенты отметили сражение HMS Unicorn, представленного в виде маленькой девочки с игрушечным единорогом.